# Акварель

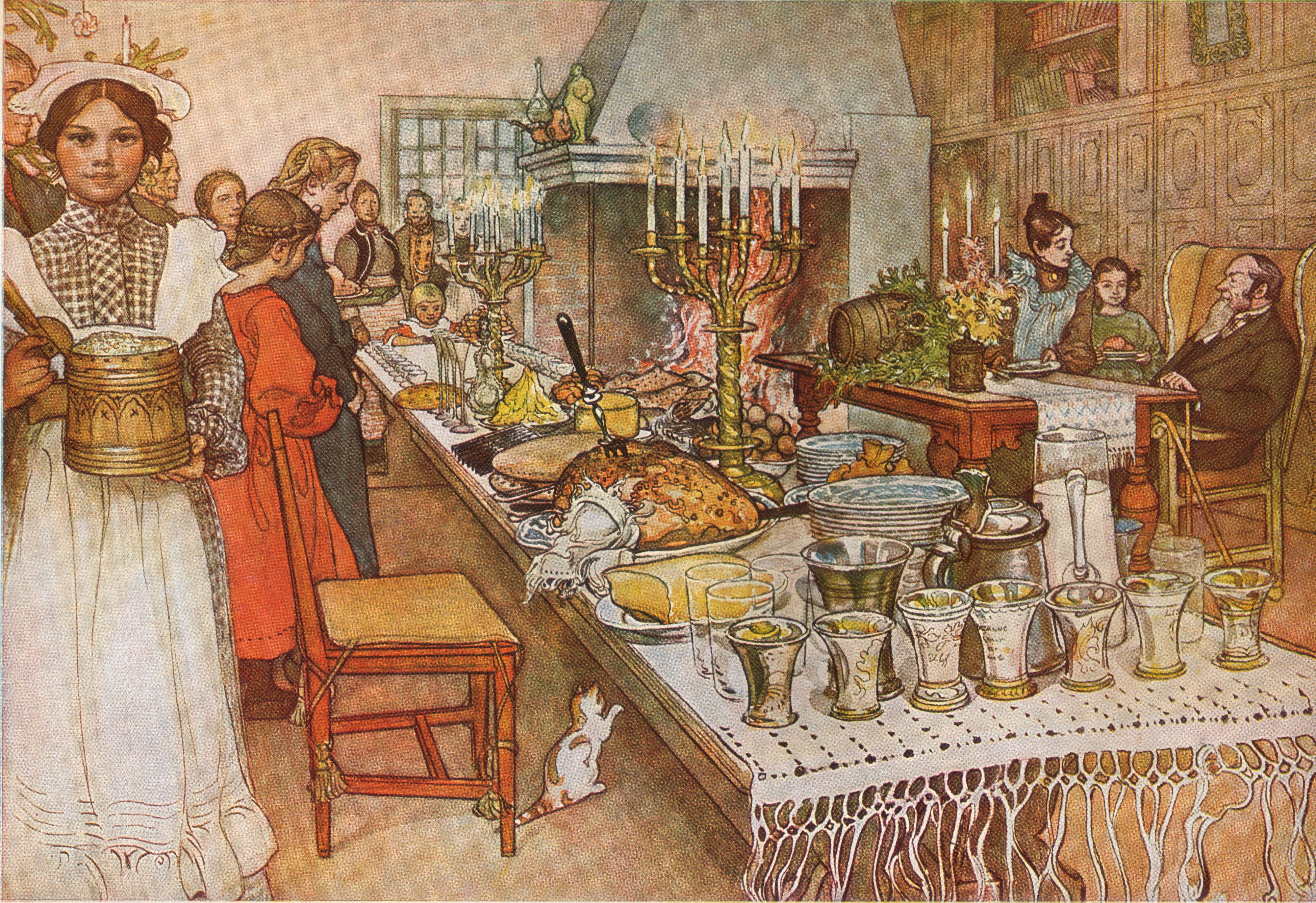
Карл Ларссон, Рождественский вечер, акварель, (1904—1905)

Акваре́ль (фр. aquarelle «водянистая» ← итал. acquarello) — техника изображения и разновидность изобразительного искусства, занимающая переходное положение между живописью и графикой, совмещая их особенности (такие, как богатство тона, построение формы и пространства цветом, и активную роль белого фона бумаги в построении изображения, отсутствие специфической рельефности мазка, характерной для живописи темперой, гуашью или маслом). Художник-акварелист при работе прозрачными акварельными красками учитывает тон, как правило белый, активно отражающий свет, и фактуру основы (бумага, пергамент, картон, шёлк, слоновая кость) не только в качестве материала, но и в качестве одного из изобразительных средств. Значение отражающей поверхности сохраняется в акварели даже при смешанной технике (акварель с белилами, гуашью, дорисовкой сангиной, пастелью). Поэтому на художественных выставках классическую акварель экспонируют в разделе графики.
Акварельные краски состоят из пигмента и связующего вещества (водорастворимые сложные углеводы: растительный клей, декстрин, натуральный гуммиарабик с добавлением глицерина, сахара или мёда), они разводятся водой и легко смываются. При растворении в воде образуют прозрачную взвесь тонкого пигмента, и позволяют за счёт этого создавать эффект лёгкости, воздушности и тонких цветовых переходов. Основной недостаток акварельной живописи — слабая светостойкость красок. Поэтому в музейных экспозициях и в собраниях коллекционеров произведения, выполненные в технике акварели, при длительном хранении закрывают специальными шторками.
Акварель требует обязательной окантовки в паспарту под стекло. Такое оформление имеет несколько функций. Стеклянный глянец усиливает яркость акварельных красок и насыщенность цвета, стекло несколько ослабляет губительное воздействие яркого дневного или солнечного света, а рельефность и широкие поля паспарту, а также окантовка тонким деревянным или металлическим багетом подчёркивают автономность изобразительного пространства, отграничивая его от окружающей среды.

## История

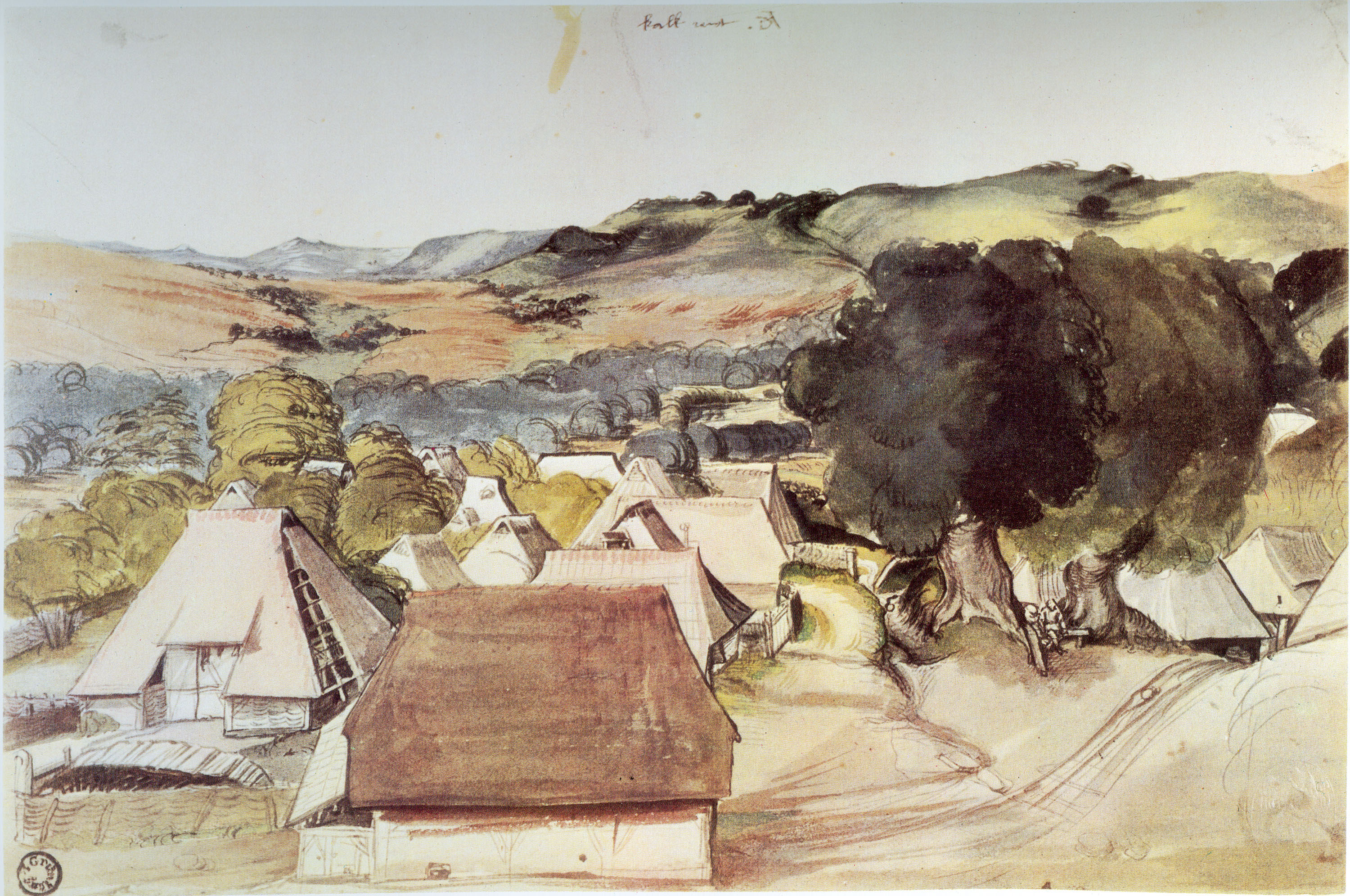
Альбрехт Дюрер. Вид деревни Кальхройт. Одна из лучших пейзажных акварелей Дюрера, где он работал с обобщёнными формами и большими цветовыми плоскостями, достигая единства композиции

Краски на водной основе известны с древнейших времен. Акварелью исполнены цветные рисунки на древнеегипетских папирусах. Ею рисовали этруски и римляне — предположительно акварелью расписывались стены римских катакомб в начале нашей эры.
Ранняя китайская живопись выполнялась одной чёрной тушью, при этом художники достигали широкого спектра оттенков от густо-чёрного до серебристо-серого (пейзаж и жанровые композиции — среди них наиболее популярными были сюжеты из городской жизни — эпохи Сун).
В Средние века (Европа, Русь) акварель использовалась для иллюминирования рукописей (миниатюры, маргинальные декоративные элементы, буквицы) в том числе и в сочетании с гуашью. При этом миниатюра являлась неотъемлемой частью собственно свитка (манускрипта, книги), представляющего собой цельное произведение, которая сопровождает текст и способствует более полному его пониманию.
С XI века появляются руководства по изготовлению акварельных красок и работе с ними. С возникновением такого вида графики как гравюра на дереве акварель начала применяться для раскраски оттисков — сначала только одной чёрной краской, затем сепией, а позднее уже несколькими цветами. Не последнюю роль в подцвечивании гравюры играла прозрачность краски, позволявшая видеть контуры рисунка.
В эпоху Возрождения техника работы акварелью вышла на новый уровень. К ней обратились такие художники как Альбрехт Дюрер и Ганс Гольбейн Младший. В своей графике, не связанный обязательствами перед заказчиком, Дюрер наиболее полно раскрылся как художник. Его зрелые зарисовки животных и ботанические штудии отличаются профессионализмом, точностью изображения природных форм, тщательной проработкой деталей с одновременным сохранением целостности рисунка. Подлинным новатором Дюрер стал в области акварельного пейзажа, создав произведения, далеко опередившие своё время. Ранние акварели, изображающие окрестности родного города художника — Нюрнберга (1494), являются первыми образцами нового для немецкого изобразительного искусства жанра — пейзажа. Более поздние пейзажные зарисовки, выполненные широкими свободными движениями кисти, отличаются невероятной свежестью и цельностью.
В XVIII веке работа с акварелью по технологии приближается к современной, художники начинают использовать краски без примеси кроющих белил.
Художники оставляют акварели для подготовительных занятий и отдельных личных работ. Фламандские художники по цветам и пейзажам (Хендрик Аверкамп, Альберт Кёйп, Ян ван Гойен, Адриан ван Остаде) иногда переводят акварелью свои наблюдения за природой. Рубенс и Якоб Йорданс иногда акцентируют свои рисунки акварельными штрихами. Жан Оноре Фрагонар, Юбер Робер или Луи Дюремо используют акварель для учёбы, особенно при поездках в Италию. Габриель-Жак де Сент-Обен и Жан-Батист Лальман используют их в своих жанровых сценах. Луи-Габриэль Моро использует его в своих пейзажах на свежем воздухе, выделяя их пером. В Англии, Антонис ван Дейк положит начало акварельному пленэру. «Отцом английской акварели» называют художника Пола Сэндби.

## Техника
Акварельная краска состоит из: пигмента, гуммиарабика, добавки (такие как глицерин, желчь, мёд и консерванты, для изменения вязкости, укрывистости, стойкости или цвета смеси пигмента и носителя). В качестве растворителя, используемого для разбавления краски для нанесения, применяется вода.

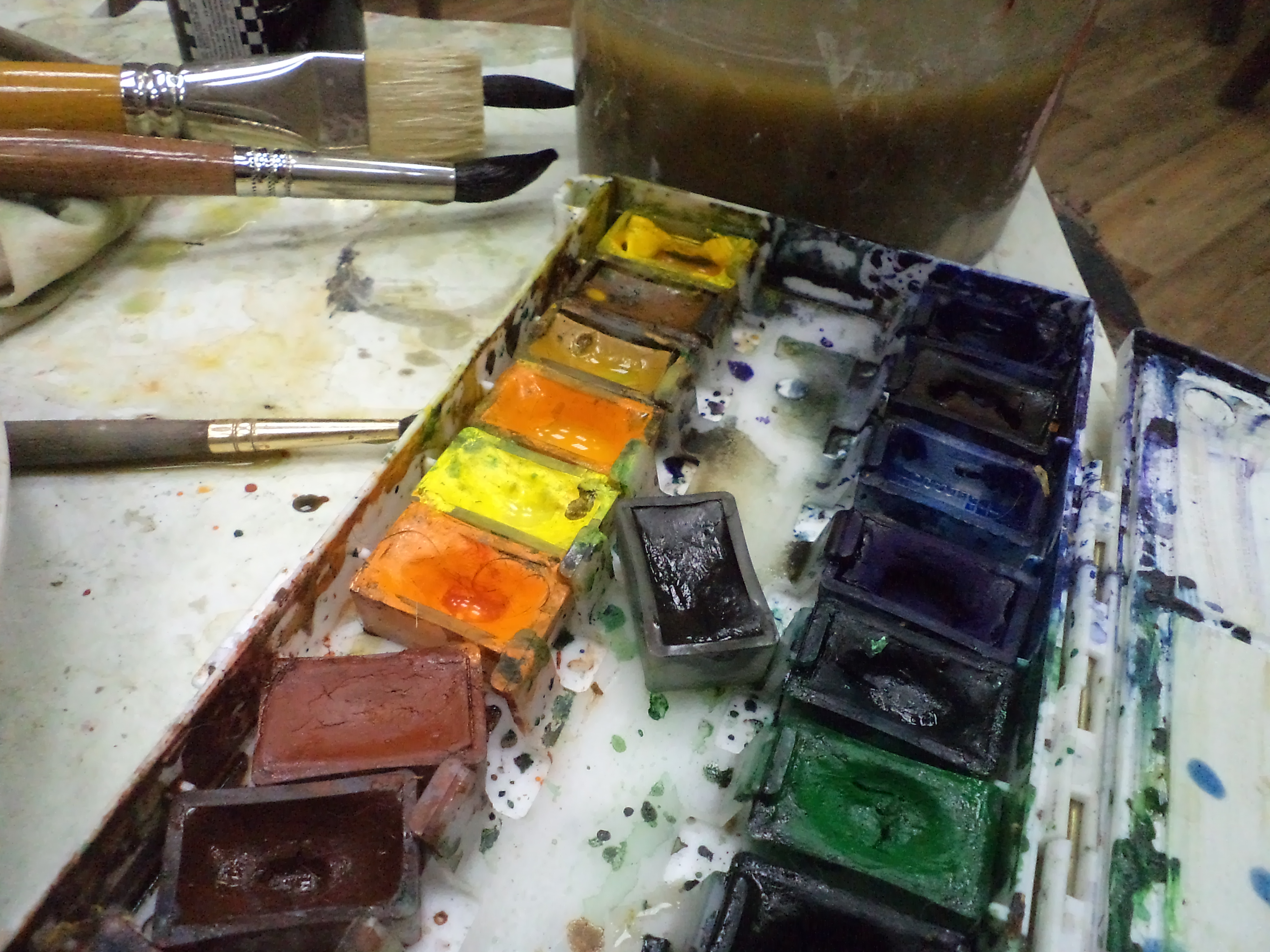
Акварельные краски

Основой для акварели является, как правило, бумага. Главными для акварельной живописи являются три качества бумаги: белизна, прочность и строение поверхности.
Бумага, предназначенная для акварели, должна быть слегка шероховатой (зернистой). Количество зерна и его плотность, а также размер, определяется производителем бумаги, для разных техник предпочтительны разные виды зернистости, а при работе с очень маленькими деталями (как например архитектурная или ботаническая живопись), зернистость не уместна и чаще используют бумагу с крупными волокнами или ватман. При смачивании бумаги вода должна равномерно и не слишком быстро впитываться по всей поверхности. Большей популярностью пользуется сорт, называемый ватманом. Бумага для акварели бывает из разных материалов: хлопковая, целлюлозная, смешанная (состоит из разных материалов) и так далее. Каждая из бумаг несёт в себе определённые свойства необходимые для создания нужного эффекта (по-разному держит и впитывает воду, разная степень размывания, возможность делать отмывки и далее).
Обычно бумагу предварительно смачивают водой для достижения особой размытой формы мазка. Для этого могут служить особые рамки — стираторы — на которые натягивается лист. Таким образом, во время письма бумагу можно смачивать снизу, или бумагу кладут на мокрую фланель. Возможен и более простой способ: предварительно увлажненный лист акварельной бумаги, достаточно хорошо впитывающей влагу, кладут на стекло, при этом, в зависимости от того, как долго отрабатывается конкретный участок рисунка, выбирают угол наклона стекла, но чаще всего стекло лежит горизонтально. Сообразуясь с собственными манерными возможностями, можно допускать, чтобы вода на листе бумаги выступала в виде лужи или глубоко впитывалась и создавала лишь отдельный влажный участок. Краска в таких случаях играет по-разному, чем создает желаемый эффект. Кроме того, в акварели могут использоваться работа заливками и точечно-штриховая техника. Именно для таких приёмов используется натягивание листа бумаги на планшет, а также так называемые акварельные блоки. Так же акварелью часто пишут «по сухому» для создания более чётких и аккуратных линий, очень часто подобный приём используют в графике.
Так же, когда мазок кисти наносится акварелью на подложку (в виде фона или штриховки), пигменты сначала обнаруживаются в виде суспензии в водной среде. Затем они постепенно откладываются в шероховатых неровностей бумаги как отложения, переносимые водой во время перетекания. Пока бумага остается влажной, пигменты все ещё плавают в жидкости. Всегда можно вмешаться, если слой уже нанесенных пигментов не нарушен, это позволяет точечно исправить уже нанесённый слой.
Максимальная интенсивность света является белым от бумаги. Самые умелые специалисты знают, как сэкономить на своем рисунке эти естественные световые вспышки (блики и отражения) в самых подходящих местах. Также сохраняют нижнюю часть подложки : парафин (от свечи), который предотвращает постоянное смачивание бумаги цветной водой, или маскирующая жидкость (рисовальная камедь), которая временно защищает её и снимается плёнкой, при достижении нужного результата или в конце работы. Применяется для обхождения нужных мелких или неудобных участков, которые должны сохранить белый цвет бумаги.
Связующим веществом для акварельных красок служат легко растворимые водой прозрачные растительные клеи — гуммиарабик и декстрин. В качестве пластификатора в них вводят глицерин и инвертированный сахар, удерживающие влагу. Без этого краски бы легко пересыхали и становились хрупкими. Другая добавка к акварельным краскам, служащая поверхностно-активным веществом — бычья желчь. Она препятствует скатыванию красок в капли, облегчая рисование. Для защиты от плесени вводится антисептик — фенол.
По мнению специалистов XIX века, «для акварельной живописи употребляется или бристольский картон, ватманская бумага, или торшон, кисти беличьи, куньи, барсука или хорьковые. Однотонные рисунки делаются или по способу Губерта, употребляя сепию, или нейтральтинтом. Для цветных акварелей наиболее употребительные краски следующие: гуммигут, индийская жёлтая, жёлтая охра, терр де Сиена натуральная, таковая же жжёная, киноварь, кармин гаранс, лак-гаранс, кармин жжёный, охра красная, венецианская красная, индийская красная, кобальт, ультрамарин, берлинская лазурь, индиго, нейтральтинт и сепия» (Энциклопедия Брокгауза и Ефрона).
Работа акварельными красками на природе, с натуры (пленэр), требует быстроты и отработанной техники. Вместе с тем, под рукой должен быть сосуд с чистой водой и губка, которая, как правило, участвует в процессе наравне с кистями.
Помимо основных кистей, необходимы художникам и другие инструменты, такие как вёдра для воды и тряпки для чистки кистей и щёток, а также поддоны-вёдра для приготовления смесей, губки, ватные шарики, зубная щетка для брызг цвета, лезвие или перо для чистки и ластик для удаления лишнего.
Современные художники достаточно успешно используют сравнительно недавно появившиеся в продаже акварельные карандаши, а также другие материалы, позволяющие «дорабатывать» акварель, к примеру: пастель, восковые мелки, гелевые чернила и так далее.
Помимо обычной акварели, в настоящие время появилась гранулирующая акварель, которая используется наравне с обычной и предназначена для особых эффектов в живописи: для углубления теней, текстуры, красивых переходов и переливов. Так же нельзя не заметить стремительно набирающие популярность акварельные чернила, которые обладают некоторыми свойствами обычной акварели (прозрачность, лёгкость и далее), но в отличие от неё имеют более чистый, часто односоставный пигмент, потому легче смешиваются и дают более чистый результат.

## Хранение акварели
Акварельная краска крайне прихотлива в хранении из-за своей хрупкости. Пигмент, нанесённый на бумагу или холст, под подложку контактирует с воздухом, мелкий помол и размер частиц ухудшает светостойкость пигмента. Растворимое связующее вещество в акварели делает очистку невозможной, со временем бумага желтеет и подвергается атакам насекомых и грибков. Акварель может быть выставлена на обзор только в подходящих условиях, при слабом освещении и защите от прямого солнечного света. Упаковка часто бывает картонной.

## История

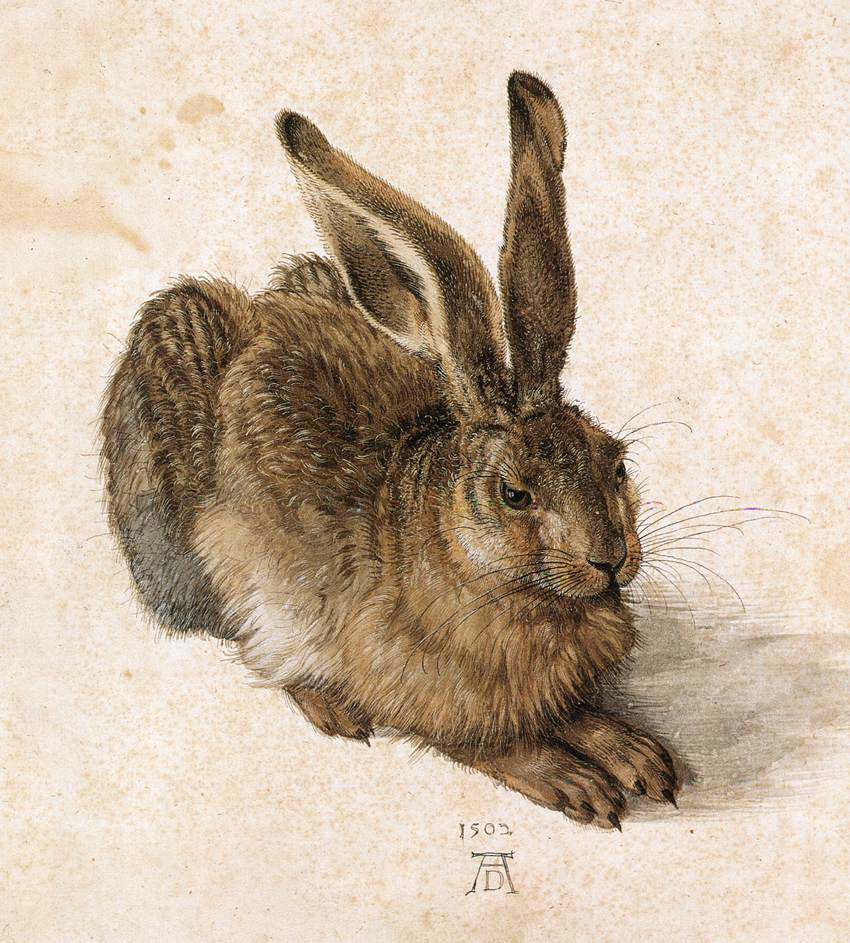
Альбрехт Дюрер, Заяц, 1502, акварель, Альбертина, Вена

Акварельная техника стала развиваться в Китае после изобретения бумаги во II веке нашей эры. В XII—XIII веках бумага получила распространение в Европе, прежде всего в Испании и Италии. В средневековых миниатюрах акварельные краски применяли корпусно — с кроющими белилами. Прозрачные акварельные краски стали использовать только в XV—XVI веках, но трудоёмкость соблюдения правильной техники ещё долго не позволяла акварельной живописи сравняться с темперной или масляной.
В Европе акварельная живопись вошла в употребление позже других родов живописи. Из первостепенных художников Ренессанса значительный след в акварели оставили Дюрер, чей «Заяц» стал хрестоматийной работой, затем акварели отдали дань Антонис ван Дейк, Клод Лоррен и Джованни Кастильоне. Однако эти примеры оставались единичными вплоть до рубежа XVIII—XIX веков, так что даже в 1829 году Пайо де Монтабер в «Полном трактате о живописи» упоминает об акварели вскользь как об искусстве, не заслуживающем серьёзного внимания. 
В то же время техника с использованием ослабленных контуров и растушёвки кистью широко применялась, особенно в XVIII веке, участниками научных и военных экспедиций для зарисовки археологических и геологических объектов, растений, животных, при раскраске архитектурных и топографических планов: первоначально употреблялась китайская тушь, затем тушь с лак-кармином, сепия, а затем и другие водяные краски. В середине XVIII века рисование водяными красками сделалось популярным видом досуга для непрофессионалов: распространению этого развлечения особенно способствовали публиковавшиеся в 1780-е годы и воспевающие красоту английской глубинки путевые дневники Уильяма Гилпина, которые он снабдил собственными иллюстрациями. В результате на рубеже XVIII—XIX веков усилиями сначала Пола Сэндби, затем Томаса Гёртина и наконец, Уильяма Тёрнера акварель превратилась в едва ли не важнейший вид английской живописи — в 1804 году было основано «Общество акварелистов» (англ. Society of Painters in Water-colours.

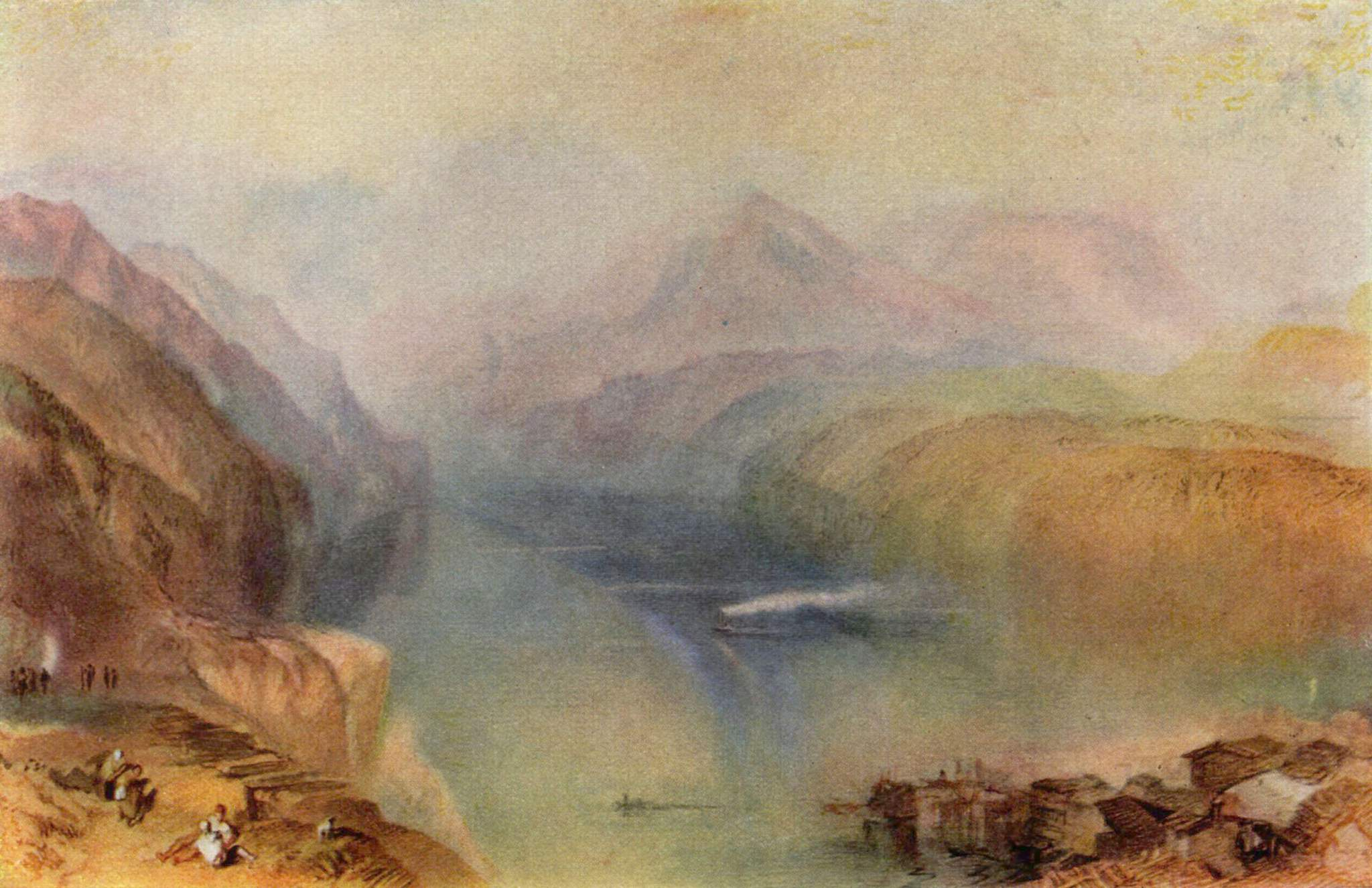
У. Тёрнер, Фирвальдштетское озеро, 1802, акварель, Тейт Британ, Лондон

Кроме того, популярность акварели возросла и в связи с распространившейся во второй половине XVIII века моде на портретную миниатюру, — жанр, который с успехом начали осваивать многочисленные художники-любители.
Новации Гёртина, начавшего пользоваться акварелью для картин большого формата, и Тёрнера, существенно обогатившего арсенал технических приёмов акварелиста, вызвали к жизни дальнейший подъём английской акварели в творчестве таких художников, как пейзажисты Джон Селл Котмен, Энтони Копли Филдинг, Ричард Паркс Бонингтон, Дэвид Кокс, много писавший архитектурные сооружения Сэмюэл Праут, мастер натюрмортов Уильям Генри Хант, а также Сэмюэл Палмер, Люси Мэдокс Браун, Джон Варли, Джон Фредерик Льюис, Майлз Бёркет Фостер, Фридерик Уокер и другие мастера.  Роль акварели в английском изобразительном искусстве была закреплена сочинениями Джона Рёскина, объявившего Тёрнера крупнейшим художником своего времени.
В середине XIX века акварель завоевала широкую популярность также в США благодаря работам таких художников, как Уильям Трост Ричардс, Томас Моран, Томас Икинс и Уинслоу Хомер.
Во Франции распространение акварельной живописи было связано с именами Поля Делароша, Эжена Делакруа, Анри Жозефа Арпинье, а также мастера сатирических рисунков Оноре Домье. В 1879 году в Париже было создано Общество французских акварелистов, которое просуществовало вплоть до начала Второй мировой войны.
К концу XIX века произошёл некоторый пересмотр отношения к акварели, отчасти связанный с тем, что многие новые краски, введённые в широкое употребление акварелистами середины века, оказались весьма недолговечными, быстро выцветающими. Тем не менее на рубеже XIX и XX веков акварели отдали дань Поль Синьяк и Поль Сезанн во Франции, Морис Прендергаст и Джон Сингер Сарджент в США, а затем Василий Кандинский, Эмиль Нольде, Эгон Шиле, Пауль Клее и Рауль Дюфи. В технике акварели работал австрийский представитель ар-брюта Карл Йозеф Рэдлер. Крупным акварелистом конца XIX — начала XX века был корнуоллец Сидней Курноу Воспер. В этой технике была создана наиболее известная его работа «Салем» (1908, вторая версия — 1909).
По инициативе мексиканского художника Альфредо Гуати Рохо в 2001 году день 23 ноября был провозглашён Международным днём акварели.

## Акварель в России

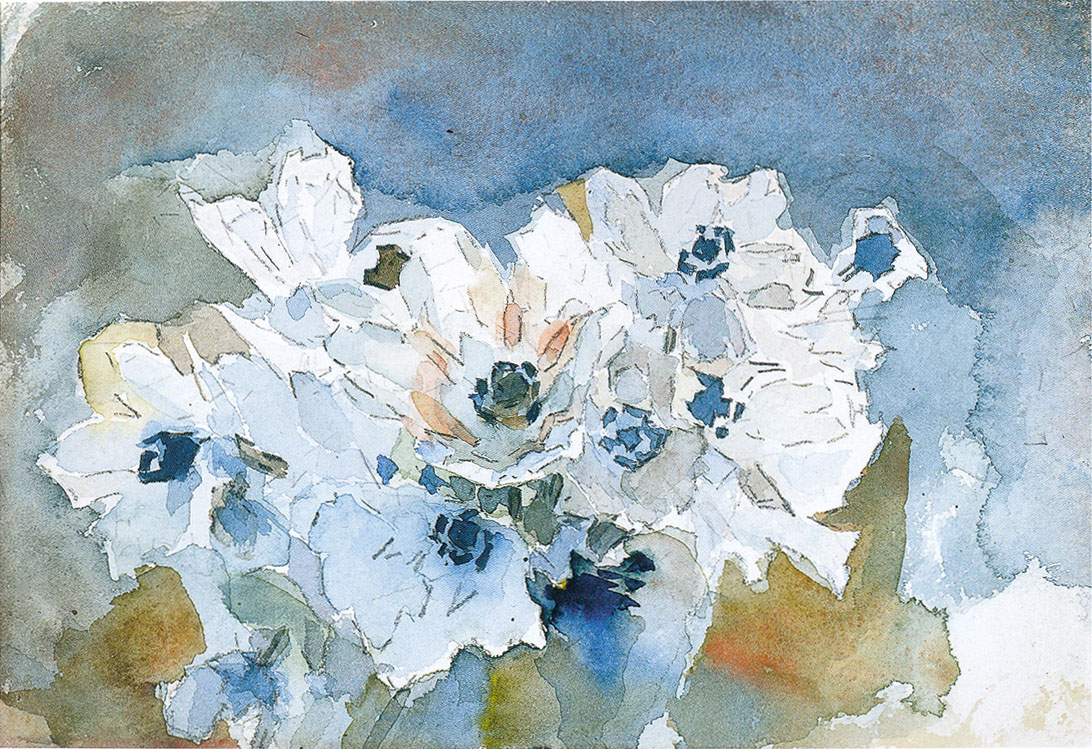
М. Врубель. Цветы

Английская традиция акварели оказала сильное влияние на русских художников, прежде всего тех, кто был связан с императорской Академией художеств, находившейся в столице империи — Санкт-Петербурге.
Первое имя в летописи русской акварели, которое по праву зачинателя и уровню мастерства необходимо назвать — Пётр Фёдорович Соколов (1791—1848). Он исполнял портреты, сцены охоты, жанры, запечатлев лик своей эпохи и своих современников.
Акварелью, в портрете и жанре, работали живописец Карл Брюллов (1799—1852) и его брат — архитектор Александр Брюллов (1798—1877). Акварелисты Василий Садовников (1800—1879) и Людвиг Премацци (1818—1891), рисовали императорские дворцы и пейзажи загородных резиденций.
Акварельная живопись увлекала и членов объединения «Мир искусства» Александра Бенуа (1870—1960), Льва Бакста (1866—1924), Ивана Билибина (1876—1942), Константина Сомова (1869—1939), Анну Остроумову-Лебедеву (1871—1955). Акварелью владел поэт Максимилиан Волошин (1877—1932), рисунки которого пересекались с его поэтическими произведениями.
Важным этапом в развитии русской акварели стала организация в 1887 году «Общества русских акварелистов», возникшего из кружка акварелистов. Его первым председателем был избран А. Н. Бенуа. Общество вело активную выставочную деятельность, проведя за 1896—1918 гг. тридцать восемь выставок. Его членами были А. К. Беггров, Альберт Бенуа, П. Д. Бучкин, Н. Н. Каразин, М. П. Клодт, Л. Ф. Лагорио, А. И. Мещерский, Е. Д. Поленова, А. П. Соколов, П. П. Соколов и другие. Общество прекратило свою деятельность в 1918 году. В 1998 году общество было возрождено как «Общество акварелистов Санкт-Петербурга».
В XX веке круг русских советских художников, работавших в технике акварели значительно расширился. Об этом интересе свидетельствуют Всесоюзные выставки акварели, регулярно проводившиеся начиная с 1965 года. Например, в VI Всесоюзной выставке акварели в 1981 году в Москве приняло участие около 400 художников. Среди крупнейших мастеров-акварелистов XX века Н. А. Тырса, С. В. Герасимов, А. А. Дейнека, С. Е. Захаров, М. А. Зубреева, А. С. Ведерников, Г. С. Верейский, П. Д. Бучкин, В. М. Конашевич, Н. Ф. Лапшин, В. В. Лебедев, Г. К. Малыш, А. Н. Самохвалов, С. И. Пустовойтов, В. А. Ветрогонский, В. С. Климашин, В. К. Тетерин, А. И. Фонвизин и другие.
Такова в общих чертах история развития русской акварели. Её особенность состоит в том, что в России не было обособленной подготовки узких профессионалов-акварелистов. Наметившийся в конце XX века рост интереса к акварели изменил положение вещей.